# Bastian Reinhardt
Bastian Reinhardt (Ludwigslust, 11 novembre 1975) è un ex calciatore tedesco, di ruolo difensore.